# Ferrari SF21
A Ferrari SF21 egy Formula–1-es versenyautó, amelyet a Scuderia Ferrari tervezett és gyártott a 2021-es Formula–1 világbajnokságra. Pilótái Charles Leclerc és a csapathoz újonnan érkező Carlos Sainz Jr. voltak.

## Áttekintés
Az autó a 2022-ben esedékes szabályváltozások miatti költségcsökkentés okán az előző évi modell áttervezésével készült. Aerodinamikai szempontból voltak jelentősek a változtatások, ugyanis az új szabályok a padlólemezen lévő kivágásokat és a hátsó kerekek körüli légáramlásokat is érintették. Ezenkívül a váltót és a hátsó felfüggesztést is átdolgozták. Az első szárny terén visszatértek a 2019-ben is használt megoldáshoz. Átalakult az orr lejtése, a levegőelvezetés kialakítása, illetve az Alfa Romeo csapat által használt "szarv" is felkerült a rajtszám fölé. A motor, amellyel szintén sok probléma volt az előző évben, szintén felülvizsgálatra került.
Az autó fejlesztését az azerbajdzsáni nagydíj után befejezték, hogy a következő évre koncentrálhassanak, a motor kapott még később kisebb fejlesztéseket. Különösen a török nagydíjon bevetett új hibrid rendszer volt jó fejlesztés, mely már a következő évre való felkészülés jegyében került bevetésre. 

## A szezon
A Ferrari sokkal jobb szezont teljesített a katasztrofális 2020-as szezonhoz képest: Leclerc 2 pole pozíciót ért el Monacóban és Azerbajdzsánban. Az SF21 teljesítményének javulása segített a Ferrarinak megszerezni a 3. helyet a konstruktőri rangsorban, szemben a csalódást keltő 6. 2020-as helyhez képest. A javulás ellenére a Ferrari győzelem nélkül zárta a szezont, és 1992 és 1993 óta először nem szerzett győzelmet két egymást követő szezonban.  Az SF21 a Brit Nagydíjon állt a legközelebb a győzelemhez, ahol Leclerc 2 körre volt a győzelemtől, mielőtt Lewis Hamilton megelőzte volna a Copse-i kanyarban, az 50. körben.

## Teljes Formula–1 eredmények
| Év   | Csapat                          | Motor         | Gumik | Versenyzők       | Nagydíjak | Nagydíjak   | Nagydíjak  | Nagydíjak     | Nagydíjak | Nagydíjak    | Nagydíjak     | Nagydíjak | Nagydíjak | Nagydíjak      | Nagydíjak    | Nagydíjak | Nagydíjak | Nagydíjak   | Nagydíjak   | Nagydíjak   | Nagydíjak | Nagydíjak | Nagydíjak | Nagydíjak | Nagydíjak    | Nagydíjak | Pont  | Helyezés |
| Év   | Csapat                          | Motor         | Gumik | Versenyzők       | Bahrein   | Olaszország | Portugália | Spanyolország | Monaco    | Azerbajdzsán | Franciaország |           | Ausztria  | Nagy-Britannia | Magyarország | Belgium   | Hollandia | Olaszország | Oroszország | Törökország | USA       | Mexikó    | Brazília  | Katar     | Szaúd-Arábia | UAE       | Pont  | Helyezés |
| ---- | ------------------------------- | ------------- | ----- | ---------------- | --------- | ----------- | ---------- | ------------- | --------- | ------------ | ------------- | --------- | --------- | -------------- | ------------ | --------- | --------- | ----------- | ----------- | ----------- | --------- | --------- | --------- | --------- | ------------ | --------- | ----- | -------- |
| 2021 | Scuderia Ferrari Mission Winnow | Ferrari 065/6 | P     | Charles Leclerc  | 6         | 4           | 6          | 4             | NI        | 4            | 16            | 7         | 8         | 2              | KI           | 8         | 5         | 4           | 15          | 4           | 4         | 5         | 5         | 8         | 7            | 10        | 323,5 | 3.       |
| 2021 | Scuderia Ferrari Mission Winnow | Ferrari 065/6 | P     | Carlos Sainz Jr. | 8         | 5           | 11         | 7             | 2         | 8            | 11            | 6         | 5         | 6              | 3            | 10        | 7         | 6           | 3           | 8           | 7         | 6         | 6         | 7         | 8            | 3         | 323,5 | 3.       |

† – Nem fejezte be a futamot, de rangsorolták, mert teljesítette a verseny 90 százalékát.
A belga nagydíjon fél pontokat osztottak. Sainz a sao paulói nagydíj sprintkvalifikációs futamán 1 pontot szerzett.
Félkövérrel jelölve a pole pozíció, dőlt betűvel a leggyorsabb kör.
A csapat a francia és a stájer nagydíjra mint "Scuderia Ferrari" nevezett be, a bahreini futamra pedig mint "Scuderia Mission Winnow Ferrari".

## Forráshivatkozások
1. ↑  2021 FIA Formula One World Championship Entry List (angol nyelven). Federation Internationale de l'Automobile, 2015. március 14. [2021. február 10-i dátummal az eredetiből archiválva]. (Hozzáférés: 2021. szeptember 18.)
2. ↑  Ferrari strived to improve the SF21 'in all areas' says Binotto as team unveil 2021 challenger | Formula 1® (angol nyelven). www.formula1.com. (Hozzáférés: 2021. szeptember 18.)
3. ↑  Ferrari have stopped development on current car with focus now ‘all on 2022’, reveals Mekies | Formula 1® (angol nyelven). www.formula1.com. (Hozzáférés: 2021. szeptember 18.)
4. ↑  Standings (angol nyelven). Formula 1® - The Official F1® Website. (Hozzáférés: 2021. december 12.)